# Shark Fin, Västantarktis
Shark Fin är en bergstopp i Antarktis. Den ligger i Sydshetlandsöarna. Argentina, Chile och Storbritannien gör anspråk på området. Toppen på Shark Fin är 230 meter över havet.
Terrängen runt Shark Fin är kuperad. Havet är nära Shark Fin åt sydväst. Trakten är glest befolkad. Närmaste befolkade plats är Commandante Ferraz Station, 3,9 kilometer söder om Shark Fin. 